# Naeem Saadavi
Naeem Saadavi (Karadj, 16 giugno 1969) è un ex calciatore iraniano, di ruolo difensore, tecnico del Foolad.

## Palmarès

### Giocatore

#### Competizioni nazionali
- Campionato iraniano: 1

Persepolis: 1998-1999